# 鳥取青年師範学校
| 鳥取青年師範学校 （鳥取青師） | 鳥取青年師範学校 （鳥取青師） |
| ----------------------------- | ----------------------------- |
| 創立                          | 1944年                        |
| 所在地                        | 鳥取県上井町 （現・倉吉市）   |
| 初代校長                      |                               |
| 廃止                          | 1951年                        |
| 後身校                        | 鳥取大学                      |
| 同窓会                        |                               |

鳥取青年師範学校 （とっとりせいねんしはんがっこう） は、1944年 （昭和19年） に設立された青年師範学校である。

## 概要
- 1921年 （大正10年） 設立の鳥取県実業補習学校男教員養成所を起源とする。
- 1944年、鳥取県立青年学校教員養成所 （1937年設立） の国への移管により鳥取青年師範学校となった。
- 第二次世界大戦後の学制改革により、新制鳥取大学学芸学部 （現・地域学部） の母体の一つとなった。

## 沿革
- 1918年4月： 鳥取県立農学校 （現・県立倉吉農高） に農業教員養成科を設置 （1年制）。
  - 東伯郡社村 （現・倉吉市大谷） に所在。
- 1921年4月： 鳥取県実業補習学校男教員養成所として独立。
  - 同月、県立鳥取高等女学校 （鳥取市） 内に鳥取県実業補習学校女教員養成所開設 （1928年廃止）[1]。
- 1926年4月： 鳥取高等農業学校内に移転 （鳥取市）。
- 1933年4月： 2年制に延長。
- 1937年4月： 鳥取県立青年学校教員養成所と改称。
- 1937年7月： 臨時養成科 （1年制） を併設。
- 1941年8月： 岩美郡米里村 （現・鳥取市） に移転。
- 1943年4月： 女子部を設置。
- 1944年4月1日： 官立移管され、鳥取青年師範学校となる。
  - 本科3年制。
- 1945年3月31日： 東伯郡上井町 （現・倉吉市上井） に移転[2]。
  - 県立河北農業学校 （のちの県立倉吉産業高等学校） 校地を使用。同校を附属校とする[3]。
- 1947年11月： 河北中学校を代用附属中学校 （新制） とする[4]。
- 1949年5月31日： 新制鳥取大学発足。
  - 鳥取師範学校と共に学芸学部の母体として包括された。
  - 8月、鳥取青年師範学校校地には学芸学部第二分室が設置された。
- 1951年3月： 鳥取大学鳥取青年師範学校 （旧制）、廃止。
  - 鳥取大学学芸学部第二分室も閉鎖された。

## 校地の変遷と継承
前身の鳥取県立青年学校教員養成所から引き継いだ岩美郡米里村 （現・鳥取市米里地区） の校地で発足したが、1945年4月、東伯郡上井町 （現・倉吉市上井） にあった鳥取県立河北農業学校の校舎校地一式の寄附を受け、同地に移転した。学制改革で新制鳥取大学学芸学部に包括された際、青年師範学校校地には学芸学部第二分室が設置されたが、旧制在校生の卒業とともに廃止された。

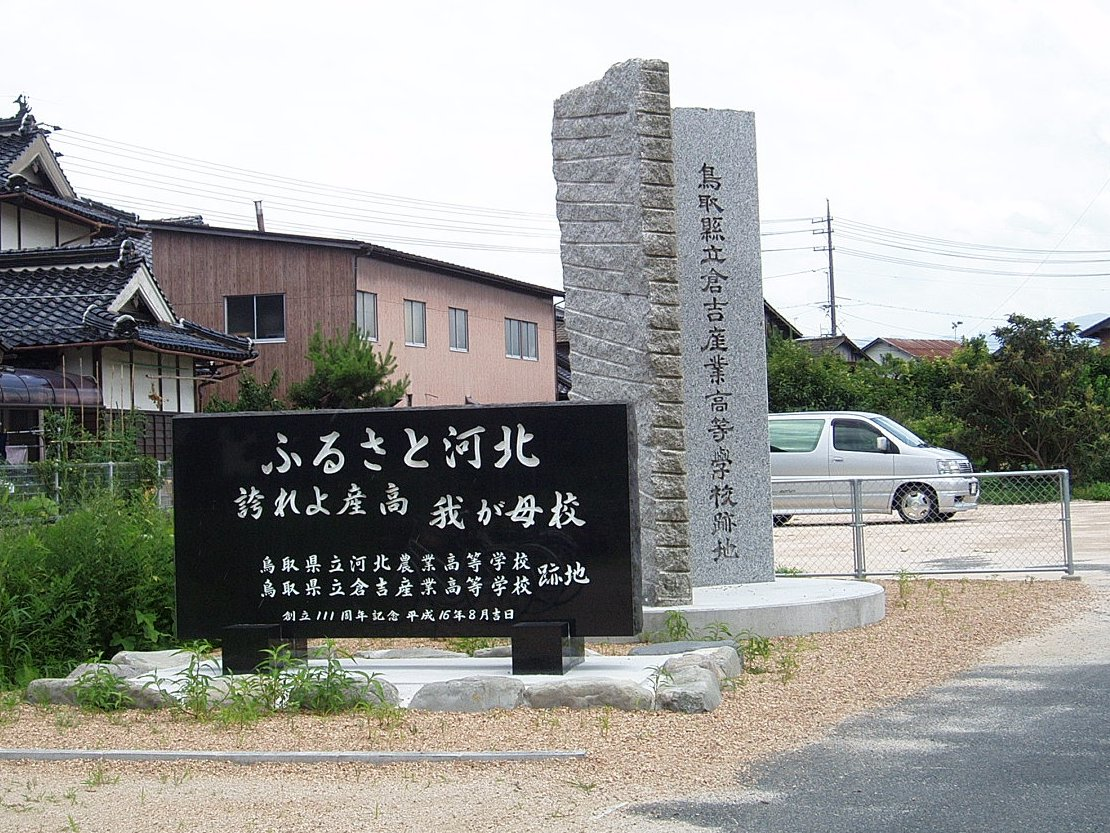
河北農業高等学校・倉吉産業高等学校 跡地の碑

併設の県立河北農業学校は1948年4月に新制の県立河北実業高等学校となり、以後、東伯高等学校河北校舎（1949年4月） → 倉吉農業高等学校河北分校（1951年4月） → 河北農業高等学校（1953年4月） → 倉吉産業高等学校（1963年4月） と変遷した。河北農業高等学校の校舎は、当初は国有財産だったが、1957年頃（昭和32年度）に鳥取県に無償譲渡された。2003年4月、倉吉産業高等学校は倉吉工業高等学校と合併して鳥取県立倉吉総合産業高等学校となり、旧工業高校校地に統合された。旧・倉吉産業高等学校の跡地は、2013年4月から倉吉市立河北中学校が使用している。

## 参考書籍
- 鳥取大学創立30周年記念史編集・刊行委員会（編） 『鳥取大学三十年史』 鳥取大学、1983年2月。
- 新編倉吉市史編集委員会（編） 『新編倉吉市史 : 第3巻 近・現代編』 倉吉市、1993年10月、393頁。
- 倉吉市史編集委員会（編） 『倉吉市史』　倉吉市、1973年、698頁・715頁-716頁・723頁。
- 新日本海新聞社鳥取県大百科事典編集委員会（編） 『鳥取県大百科事典』 新日本海新聞社、1984年、715頁、「鳥取青年師範学校」 の項。